# Teroristički napad u Istanbulu (ožujak 2016.)
Teroristički napad u Istanbulu dogodio se 19. ožujka 2016. godine, u okrugu Beyoğlu, gdje se nalazi turski provincijski guverner. Vrijeme napada je 10.55 (UTC+1). U napadu je poginulo najmanje 5 osoba (uključujući napadača), 36 osoba je ranjeno (od toga 7 teško). Sudjelovao je samo jedan napadač, koji je povezan s tzv. Islamskom državom.

## Pozadina napada
Ovaj napad bio je četvrti po redu samoubilački napad u Turskoj od početka 2016. godine, a dogodio se samo šest dana nakon bombaškog napada u Ankari. Mnoga su veleposlanstva još prije ovoga događaja objavila upozorenja zbog mogućih terorističkih napada te savjetovala svojim državljanima da što prije napuste Tursku.

## Napad
Napad se dogodio u gusto naseljenom dijelu grada, u pješačkoj zoni poznatoj po mnogim trgovinama i jednom od najprometnijih mjesta u cijeloj Turskoj. U vrijeme napada ulica je bila gotovo potpuno prazna, a detonacija se dogodila nekoliko stotina metara od mjesta gdje se parkiraju policijski autobusi. Prema izjavama svjedoka, napadač je detonirao bombu dok je prolazio pokraj skupine turista. Nakon napada je cijela ulica zatvorena za javnost, a uz ljudske žrtve nastala je i značajna materijalna šteta na okolnim zgradama i objektima.

## Međunarodne reakcije
- Argentina: Argentinski ministar vanjskih poslova izrazio je zabrinutost oko napada i uputio sućut poginulima.[4]
- Bugarska: Bugarski ministar vanjskih poslova Daniel Mitov izjavio je: „Suosjećamo s obiteljima žrtava i želimo brz oporavak ranjenima. Bugarska iskazuje solidarnost s naporima nadležnih tijela u Republici Turskoj s ciljem za brzo pronalaženje onih koji su odgovorni za napad”.[5]
- Francuska: Francuski ministar vanjskih poslova Jean-Marc Ayrault oštro je osudio napad i izjavio: „Ovo je kukavički čin koji je odnio 4 nevina života”.[6]
- Španjolska: Španjolsko ministarstvo vanjskih poslova pismom je izrazilo sućut cijele nacije s obiteljima poginulih i ranjenih.[7]
- SAD: John Kirby je dao izjavu u ime cijele nacije: „Želimo brz oporavak ranjenima, a ovakav terorizam smatramo nedopustivim”.[8]